# White Limozeen
White Limozeen è il ventinovesimo album in studio della cantante statunitense Dolly Parton, pubblicato il 30 maggio 1989.

## Tracce
1. Time for Me to Fly (Kevin Cronin) – 2:53
2. Yellow Roses (Dolly Parton) – 3:56
3. Why'd You Come in Here Lookin' Like That (Bob Carlisle, Randy Thomas) – 2:33
4. Slow Healing Heart (Jim Rushing) – 3:57
5. What Is It My Love (Parton) – 4:14
6. White Limozeen (Parton, Mac Davis) – 4:19
7. Wait 'Til I Get You Home (Parton, Mac Davis; con Mac Davis) – 2:58
8. Take Me Back to the Country (Karen Staley) – 2:35
9. The Moon, the Stars and Me (Wayland Patton, Diana Rae) – 3:19
10. He's Alive (Don Francisco) – 4:39